# زبیر بن بکار
زُبَیر بن بَکّار (۷۸۸ - ۸۷۰م) قاضی، نسب‌شناس و تاریخ‌دان حجازی در سدهٔ سوم هجری و نوهٔ زبیر بن عوام بود.
در سال ۲۴۲ هجری، متوکل عباسی او را به عنوان قاضی شهر مکه منصوب کرد و تا هنگام مرگ، قاضی شهر مکه بود.
کتاب جمهره مجموعه‌ای از اخبار است که براساس نسب افراد مرتب شده‌اند و بیشتر حول خانوادهٔ زبیر متمرکز است. این کتاب بیشتر به شرح حال خلفا، حکام و افراد سرشناس و شخصیت آنان می‌پردازد. به همراه دیگر کتب انساب مانند انساب الاشراف، جمهره یکی از کتب اصلی در نسب‌شناسی اعراب است.
از کتاب‌های مهمی که از او باقی مانده کتاب الموفقیات است. این کتاب مجموعه روایاتی است که هر کدام به طور مستند نقل شده و سبک حدیثی بر آن حاکم است و حقایق زیادی را درباره علی بن ابی‌طالب و نیز نزاع‌های شدید بین قریش و انصار برملا می‌سازد.